# Šušelj Brijeg
Šušelj Brijeg falu Horvátországban Krapina-Zagorje megyében. Közigazgatásilag Krapina községhez tartozik.

## Fekvése
Krapina központjától 1 km-re északkeletre, a város határában, a Strahinjčica-hegység délkeleti lejtőin  fekszik.

## Története
A falunak 1857-ben 89, 1910-ben 129 lakosa volt. Trianonig Varasd vármegye Krapinai járásához tartozott. 2001-ben a falunak 8 lakosa volt.

## Külső hivatkozások
Krapina város hivatalos oldala